# Vinegar Hill (Wexford)

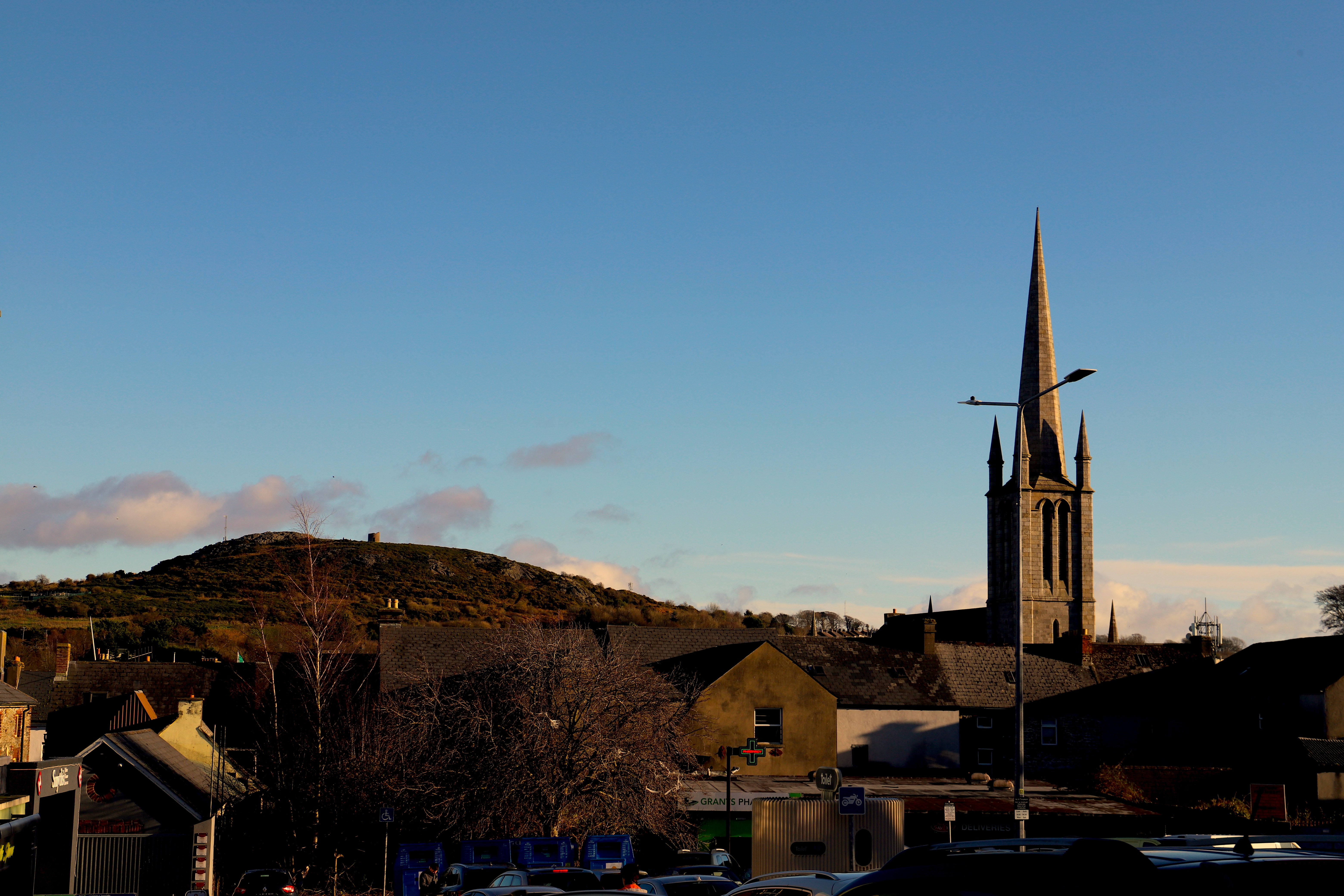
Vinegar Hill, von Enniscorthy aus gesehen. Rechts im Bild die Kathedrale St. Aidan

Vinegar Hill (irisch Cnoc Fhiodh na gCaor) ist ein etwa 120 Meter hoher Hügel im County Wexford, Irland, rund zwei Kilometer vom Zentrum der Stadt Enniscorthy entfernt. Trotz seiner geringen Höhe ist er ein markantes Landschaftsmerkmal, weil er von fast jeder Straße der unter ihm liegenden Stadt zu sehen ist.
Der Hügel ist ein beliebtes Ausflugsziel für Einheimische und Touristen, einerseits wegen der Aussicht auf Enniscorthy und die Umgebung, andererseits wegen seiner Bedeutung als Schlachtfeld während der Rebellion der United Irishmen in Wexford gegen die Briten im Jahr 1798. Am 21. Juni 1798 fand auf dem Vinegar Hill und in den Straßen von Enniscorthy die letzte große Entscheidungsschlacht zwischen den Aufständischen und den Truppen der Britischen Krone im Rahmen dieser Rebellion statt.
Mitten auf dem Hügel ist die Ruine einer steinernen Turmwindmühle aus dem 18. Jahrhundert zu sehen. Am etwas niedriger gelegenen Besucherparkplatz erinnert eine quaderförmige Stele an den Verlauf des Aufstandes in Wexford 1798, an den Schlachtverlauf am Vinegar Hill und an den Text des traditionellen Liedes Boolavogue.

## Fotogalerie

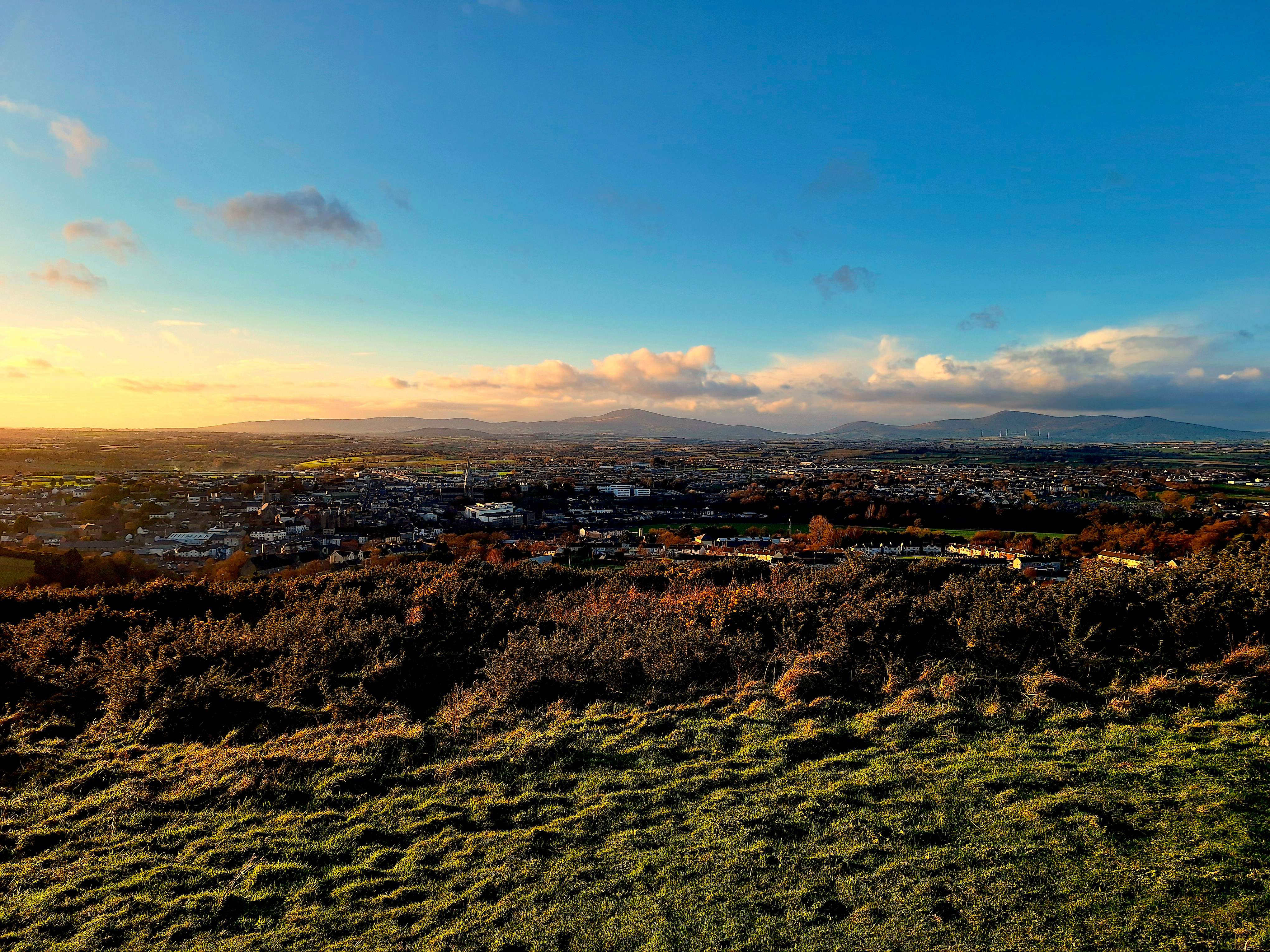
Blick vom Vinegar Hill über Enniscorthy
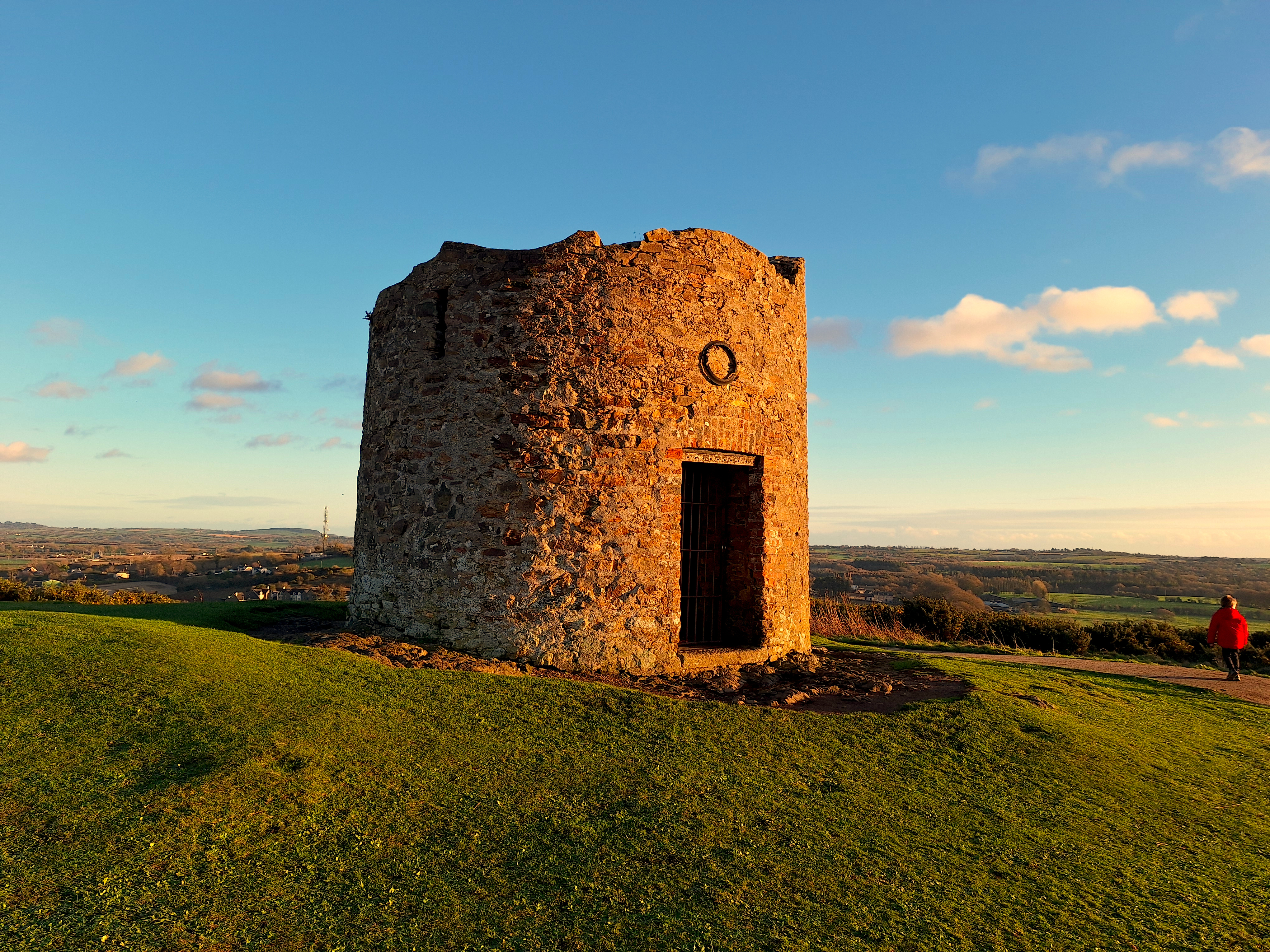
Ruine der Turmwindmühle auf dem Vinegar Hill
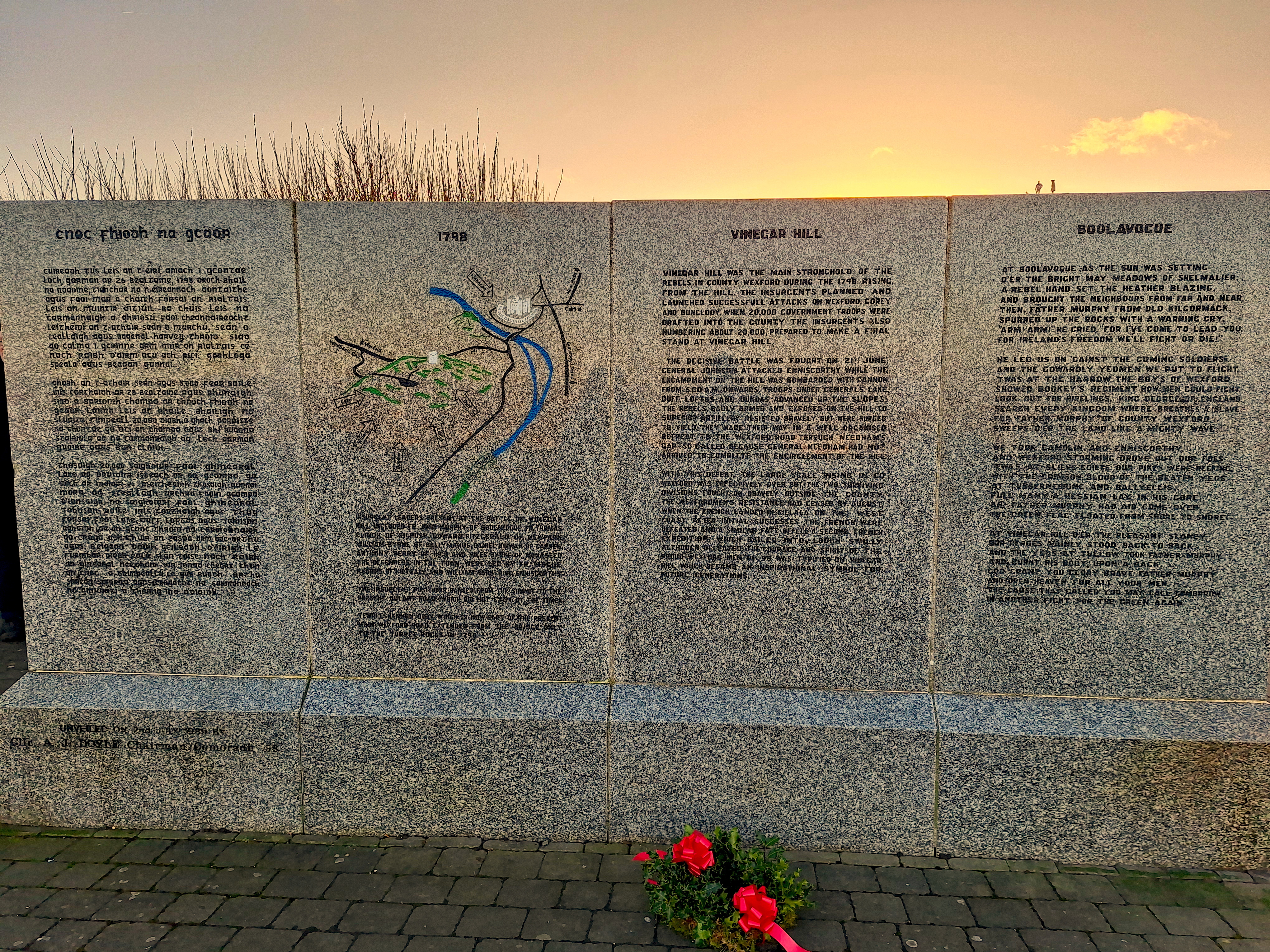
Gedenkstele auf dem Vinegar Hill